# Xuân Văn (diễn viên)
Xuân Văn (sinh năm 1988) là một nữ diễn viên người Việt Nam. Năm 2017, cô đoạt giải thưởng "Nữ diễn viên chính xuất sắc" tại Lễ trao giải Cánh diều với vai diễn Thiên Di trong Lẩn khuất một tên người.

## Tiểu sử
—Xuân Văn
Xuân Văn, tên thật là Văn Thị Ngọc Xuân, sinh năm 1988, tại Long An trong gia đình có hai chị em gái, Xuân Văn là con út. Sau khi tốt nghiệp lớp 12, Xuân Văn nộp đơn thi vào trường Sân khấu - Điện ảnh và Đại học Tài chính ngân hàng chi nhánh Long An. Từ nhỏ Xuân Văn đã mơ ước được làm diễn viên nhưng ba mẹ của cô không đồng ý, sau đó cô vào Thành phố Hồ Chí Minh gia nhập một công ty người mẫu, tìm cơ hội thử vai. Một thời gian sau cô nhận được vai diễn trong phim Lặng lẽ yêu em (đạo diễn Đặng Lưu Việt Bảo).
Xuân Văn vào nghề từ những vai rất nhỏ và luôn tìm cơ hội cho bản thân. Nỗ lực của cô đã được ghi nhận khi các đạo diễn nhìn thấy khả năng diễn xuất của cô. Xuân Văn bắt đầu gây ấn tượng với khán giả từ những vai diễn trong các phim: Thương lắm đò ơi, Đường chân trời, Ranh giới tình, Màu xanh đôi mắt, Đùa với tình yêu… Diễn xuất của Xuân Văn nhẹ nhàng, chân thật nên luôn chiếm được cảm tình của người xem.

## Danh sách phim
| Năm  | Tựa phim                    | Vai diễn          | Đạo diễn                     | Kênh       | Nguồn |
| ---- | --------------------------- | ----------------- | ---------------------------- | ---------- | ----- |
| 2008 | Thời thơ ấu                 | Việt Hoa          | Văn Tuyến Cường              | VTV3       |       |
| 2008 | Khu vườn bí ẩn              | Thảo              | Lê Lộc                       | HTV7       |       |
| 2009 | Quán Tây                    | Linh              | Nguyễn Phạm Kinh             | VTV6       |       |
| 2010 | Thành phố                   | Vân Loan          | Xuân Phước                   | HTV7       |       |
| 2011 | Dòng đời nghiệt ngã         | Nhi               | Đặng Lưu Việt Bảo            | HTV9       |       |
| 2011 | Về quê cưới vợ              | Út Hà             | Lê Quang Hưng                | SCTV14     |       |
| 2011 | Lặng lẽ yêu em              | Mỹ Hằng           | Đặng Lưu Việt Bảo            | THVL1      |       |
| 2012 | Ông xã vạn tuế              | Phụng             | Đặng Lưu Việt Bảo            | THVL1      |       |
| 2012 | Trước ngưỡng cửa đời        | Quỳnh             | Đỗ Mai Nhất Tuấn             | HTV9       |       |
| 2012 | Màu xanh đôi mắt            | Hồng              | Bùi Nam Yên - Trần Quế Ngọc  | HTV9       |       |
| 2012 | Tình mẹ                     |                   | Đặng Lưu Việt Bảo            | HTV9       |       |
| 2013 | Hương sầu riêng             | Nguyệt Thư        | Nguyễn Tiến Dũng             | SCTV14     |       |
| 2013 | Ranh giới tình              | Lý                | Nguyễn Duy Võ Ngọc           | Let’s Viet |       |
| 2013 | Vết thù năm tháng           | Trúc              | Bùi Ngọc Nam Phương          | THVL1      |       |
| 2014 | Thương lắm đò ơi            | Thu Hương         | Mai Dũng                     | SCTV14     |       |
| 2014 | Đối thủ                     | Thúy              | Nguyễn Tiến Dũng             | SCTV14     |       |
| 2014 | Lời sám hối                 | Lụa               | Bùi Ngọc Nam Phương          | THVL1      |       |
| 2015 | Người đứng trong gió        | Kha Anh           | Bùi Nam Yên                  | VTV3       |       |
| 2015 | Kẻ thù phụ nữ               | Kim Hoàn          | Đặng Thái Huyền              | SCTV14     |       |
| 2015 | Sương khói đồng hoang       | Diệp              | Nguyễn Dương                 | Let’s Viet |       |
| 2015 | Con nhà giàu                | Cô giáo Hưởng     | Hồ Ngọc Xum                  | VTV9       |       |
| 2017 | Trần trung kỳ án            | Nàng Hương        | Bùi Ngọc Nam Phương          | THVL1      |       |
| 2017 | Lẩn khuất một tên người     | Thiên Di          | Vũ Thái Hòa                  | HTV9       |       |
| 2017 | Hồ sơ lửa P2 - Người ba mặt | Song Mỹ           | Đặng Minh Quang              | SCTV14     |       |
| 2017 | Bí mật của người khác       | Thắm              | Nguyễn Thế Vinh              | TodayTV    |       |
| 2017 | Cuộc Chiến Nhân Tâm         | Trúc              | Mai Dũng                     | THVL1      |       |
| 2018 | Bên kia sông                |                   | Đỗ Phú Hải - Phạm Ngọc Châu  | HTV9       |       |
| 2018 | Trần trung kỳ án P2         | Hoa               | Bùi Ngọc Nam Phương          | THVL1      |       |
| 2018 | Cung đường tội lỗi          | Tuyết (lúc trẻ)   | Hoàng Tuấn Cường             | VTV3       |       |
| 2018 | Đùa với tình yêu            | Vân               | Võ Hồng Loan                 | TodayTV    |       |
| 2019 | Rừng thiêng                 | Hiếu              | Phạm Lộc                     | HTV9       |       |
| 2019 | Mùa cúc susi                | Hoàng Ngọc / Susi | Phạm Lộc                     | HTV9       |       |
| 2019 | Oan trái nghĩa tình         | Đào               | Hồ Ngọc Xum                  | SCTV14     |       |
| 2020 | Đàn bà đã cũ                | Li Li             | Trần Quế Ngọc – Bùi Nam Yên  | SCTV14     |       |
| 2020 | Gạo nếp gạo tẻ 2            | Trân              | Nguyễn Hoàng Anh             | HTV2       |       |
| 2020 | Giọt máu vô hình            | Phi Yến (lúc trẻ) | Nhâm Minh Hiền               | SCTV14     |       |
| 2020 | Nghiệp sinh tử              | Thiên Hương       | Bùi Ngọc Nam Phương          | THVL1      |       |
| 2023 | Ăn tết miệt vườn            | Mừng              | Quách Khoa Nam               | THVL1      |       |
| 2024 | Công thức nàng ế            | Thư               | Võ Hồng Loan & Trần Khánh Dư |            |       |
| 2024 | Thần tài gõ cửa             | Trúc              | Quang Kim Hoà                | Let’sviet  |       |
| 2024 | Bí mật người thừa kế        | Vân               | Võ Hồng Loan                 | SCTV14     |       |

## Giải thưởng
| Năm  | Lễ trao giải   | Hạng mục                               | Đề cử                                  | Kết quả   | Chú thích |
| ---- | -------------- | -------------------------------------- | -------------------------------------- | --------- | --------- |
| 2017 | Giải Cánh diều | Nữ diễn viên chính xuất sắc            | Thiên Di trong Lẩn khuất một tên người | Đoạt giải | [ 5 ]     |
| 2018 | Ngôi Sao Xanh  | Nữ diễn viên truyền hình xuất sắc nhất | Vân trong Đùa với tình yêu             | Đề cử     |           |
| 2019 | Ngôi Sao Xanh  | Nữ diễn viên truyền hình xuất sắc nhất | Susi trong Mùa cúc susi                | Đoạt giải | [ 6 ]     |